# Pečeňady
Pečeňady es un municipio del distrito de Piešťany en la región de Trnava, Eslovaquia, con una población estimada a final del año 2024 de 564 habitantes.
Se encuentra ubicado en el centro-este de la región, cerca del río Váh (cuenca hidrográfica del Danubio) y de la región de Nitra.

## Demografía
| Año        | 1994 | 2004    | 2014     | 2024    |
| ---------- | ---- | ------- | -------- | ------- |
| Población  | 521  | 477     | 529      | 564     |
| Diferencia |      | −8,44 % | +10,90 % | +6,61 % |

| Año        | 2023 | 2024    |
| ---------- | ---- | ------- |
| Población  | 566  | 564     |
| Diferencia |      | −0,35 % |